# Біхль
Біхль (нім. Bichl) — громада в Німеччині, розташована в землі Баварія. Підпорядковується адміністративному округу Верхня Баварія. Входить до складу району Бад-Тельц-Вольфратсгаузен. Складова частина об'єднання громад Бенедиктбоєрн.
Площа — 13,92 км2. Населення становить 2252 ос. (станом на 31 грудня 2020).

## Галерея

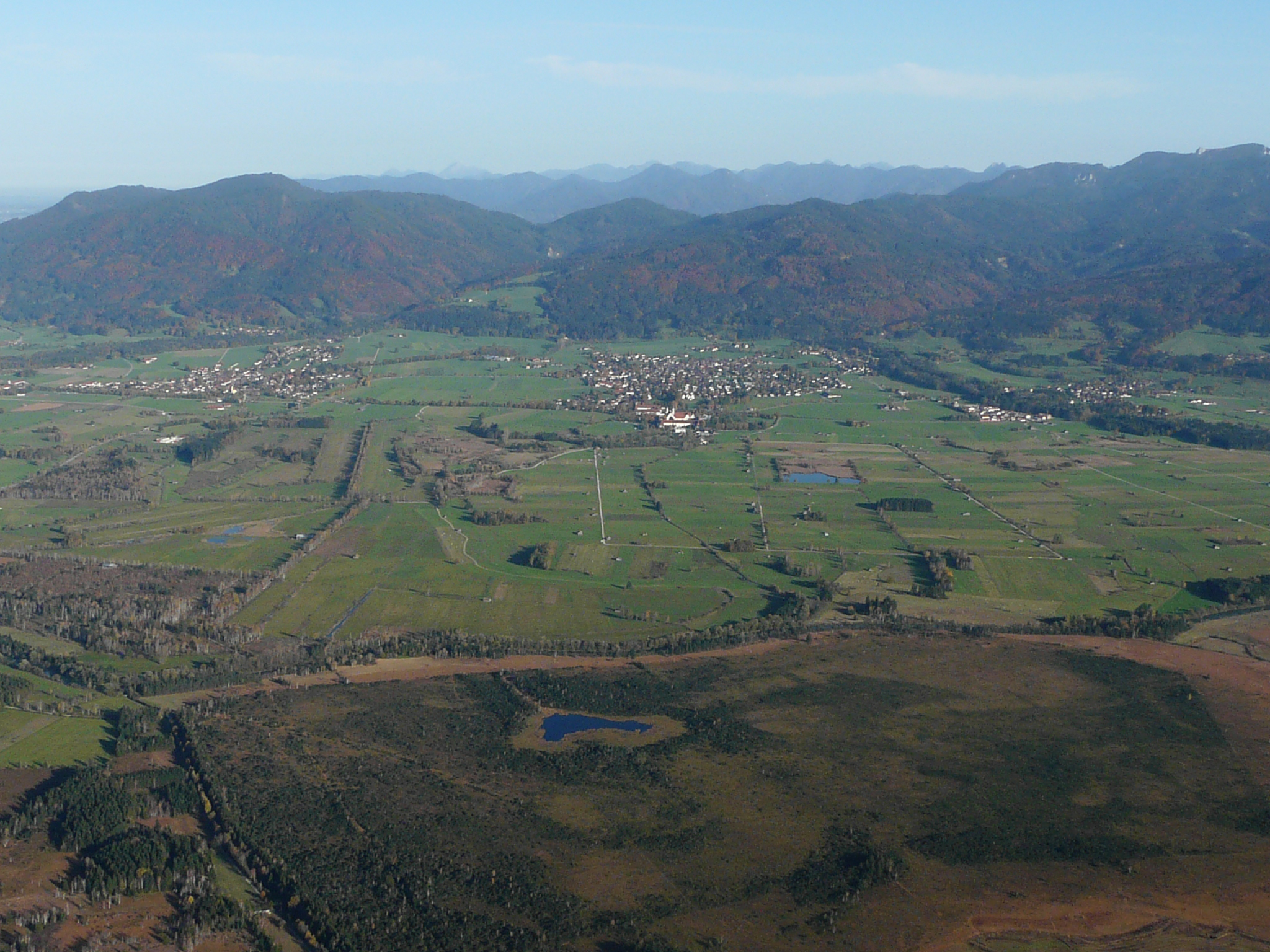
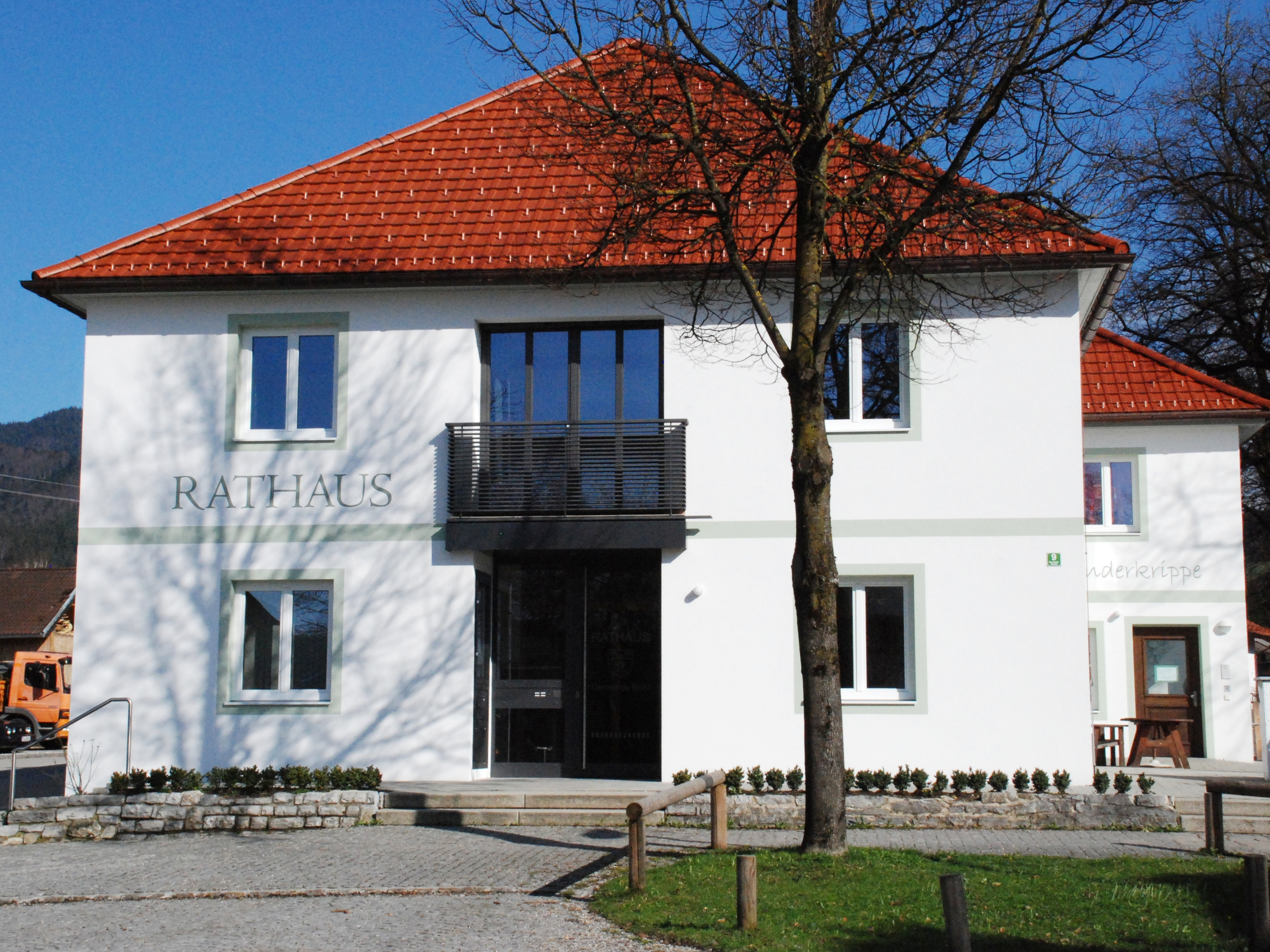